# Vasna
Vasna fou un estat tributari protegit de cinquena classe de l'agència de Mahi Kantha a la presidència de Bombai. La superfície era de 26 km². Estava format per 4 pobles, amb 4.794 habitants el 1881 i 4.494 habitants el 1901. Els seus ingressos s'estimaven en 10.631 rupies el 1900, pagant un tribut de 3.109 rúpies al Gaikwar de Baroda.
El 1883 el sobirà era Thakur Takhat Singh, un rajput rathor. El campament militar britànic de Sadra, capital de l'agència de Mahi Kantha, estava dins els territori de Vasna, al poble de Sadra, pel qual el govern pagava un lloguer de 26 lliures a l'any.